# Leonard Goldberg
Leonard J. Goldberg (New York, 24 januari 1934 – Los Angeles, 4 december 2019) was een Amerikaans film- en televisieproducent. Hij had zijn eigen filmproductiemaatschappij, Panda Productions, en was ook een tijd lang hoofd van 20th Century Fox.

## Biografie
Goldberg werd geboren op 24 januari 1934 in New York in een Joods gezin als zoon van Jean Smith en William Goldberg. Hij studeerde af aan de Universiteit van Pennsylvania met een diploma economie in 1955.
Als producent had hij verschillende televisiefilms op zijn naam, waaronder The Boy in the Plastic Bubble uit 1976, die de start was van de filmcarrière van John Travolta. Samen met Aaron Spelling produceerde hij in de jaren zeventig ook een reeks succesvolle televisieseries waaronder Charlie's Angels, Hart to Hart, Starsky and Hutch, Fantasy Island en Family.
Goldberg was van 1987 tot 1989 hoofd van 20th Century Fox. Tijdens die periode produceerde de studio films als Broadcast News, Big, Die Hard, Wall Street en Working Girl. Onder zijn eigen vlag produceerde Goldberg de succesvolle speelfilms WarGames, Sleeping with the Enemy, Double Jeopardy en de Charlie's Angels-filmreeks. Nadat hij 20th Century Fox in 1989 verliet, verhuisde hij naar de Walt Disney Studios om als filmproducent te werken, voordat hij terugkeerde naar Fox. Eind jaren negentig werkte hij bij Universal Studios als filmproducent. Zijn laatste wapenfeit was de televisieserie Blue Bloods.
In 1972 trouwde Goldberg met Wendy Howard. Hij had een dochter Amanda Erin Goldberg en twee stiefzonen Richard en John A. Mirisch. Hij overleed in Los Angeles op 4 december 2019 op 85-jarige leeftijd als gevolg van verwondingen opgelopen bij een val.